# Бізертен (футбольний клуб)
«Бізертен» (фр. Club Athlétique Bizertin;араб. النادي الرياضي البنزرتي)  — туніський футбольний клуб з міста Бізерта. Домашні матчі проводить на стадіоні «15 жовтня», який вміщує 15 000 глядачів. Є першою туніською командою, яка виграла континентальний трофей — Кубок володарів кубків КАФ у 1988 році.

## Досягнення

### Національні
- Чемпіон Тунісу — 4 (1944, 1945, 1948, 1984)
- Володар Кубка Тунісу — 3 (1982, 1987, 2013)
- Володар Суперкубка Тунісу — 1 (1984)
- Володар Кубка туніської ліги — 1 (2004)

### Міжнародні
- Кубок володарів кубків КАФ
  - Переможець: 1988